# Lutherdenkmal (Erfurt)

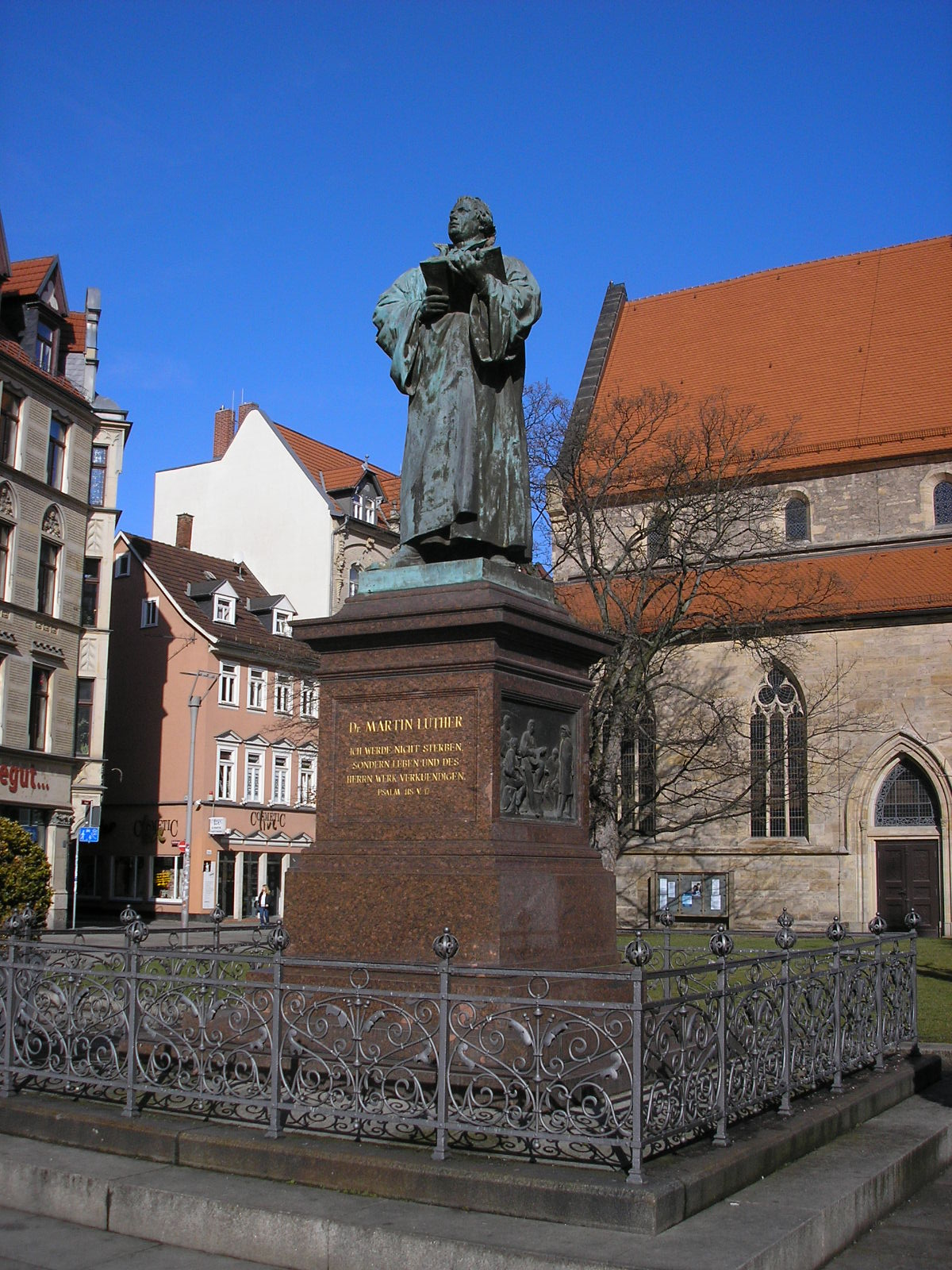
Das Lutherdenkmal auf dem Anger

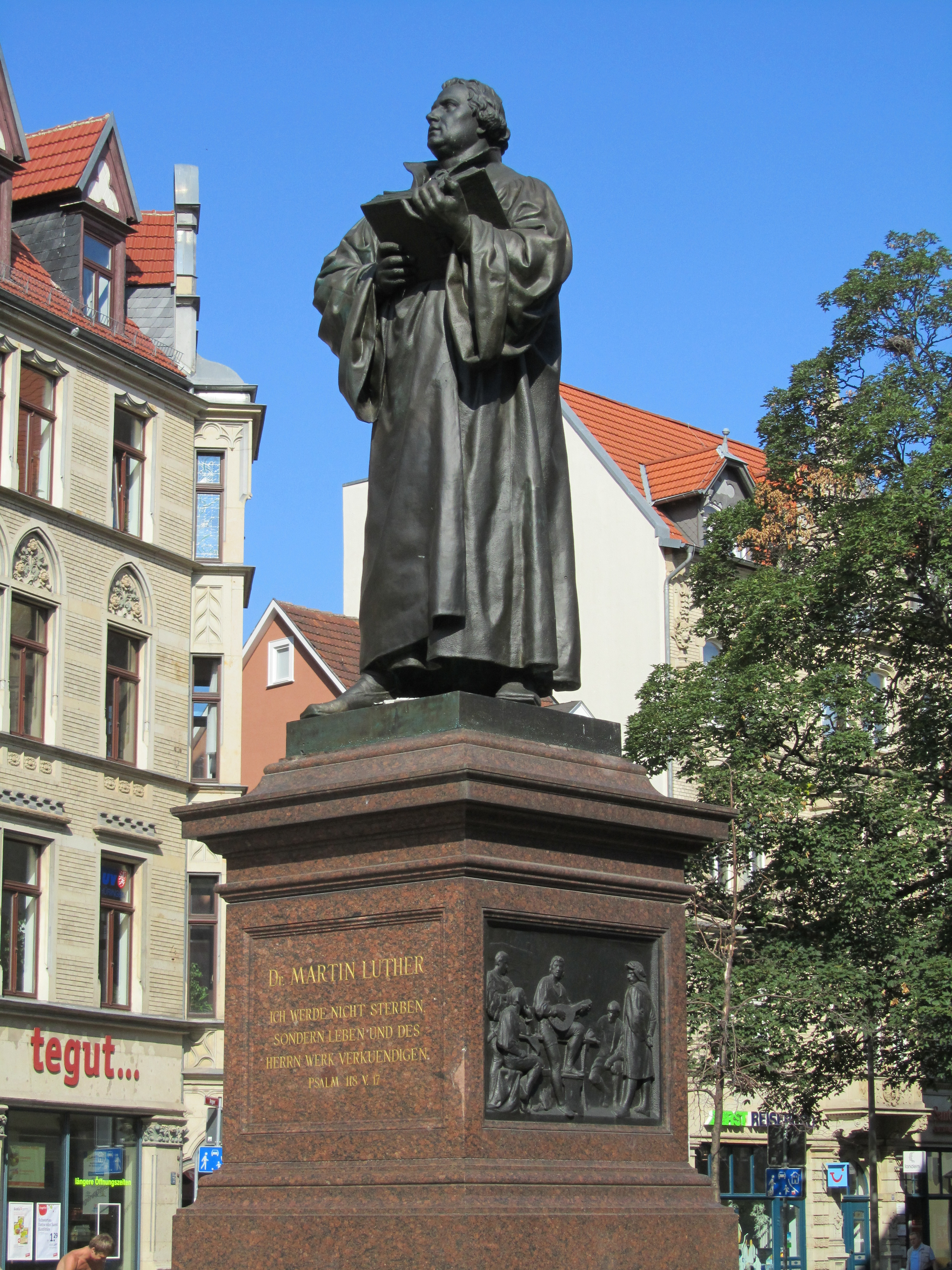
Nach der Sanierung (2011)

Das Lutherdenkmal ist ein Denkmal zu Ehren des Reformators Martin Luther vor der Kaufmannskirche St. Gregor auf dem Anger im Zentrum der Stadt Erfurt in Thüringen. 
Luther lebte zwischen 1501 und 1511 in Erfurt, studierte an der Universität Erfurt und war Mönch im Augustinerkloster, weshalb er in enger Verbindung zur Stadt stand. Auf Anregung der Landesversammlung des Evangelischen Bundes 1881 in Erfurt wurde im Lutherjahr 1883 ein Lutherdenkmal-Verein gegründet, der Spenden zum Bau des Denkmals sammelte. Das Denkmal wurde schließlich nach einem Modell des bekannten Berliner Bildhauers Fritz Schaper ausgeführt, es kostete 72.000 Mark. Am 30. Oktober 1889, dem Vorabend des Reformationstags, konnte das sechs Meter hohe Denkmal schließlich eingeweiht werden. Der Standort neben der Kaufmannskirche wurde gewählt, weil Luther dort am 22. Oktober 1522 mit einer Predigt einen Konfessionsstreit geschlichtet hatte.
Das Standbild zeigt den Reformator mit der geöffneten Bibel in der linken Hand. Die Rechte deutet jedoch nicht auf eine bestimmte Schriftstelle, sondern greift nur mit zum Buch. Der Gesichtsausdruck ist weniger lehrend und bekennend als entdeckend und staunend – so wie er vielleicht in Erfurt gelesen und gelernt hat. Der Sockel zeigt drei Stationen aus dem Leben des Reformators: Luther als Student, Luthers Eintritt ins Kloster und der festliche Empfang an der Universität am 6. April 1521. Die Vorderseite zeigt den Bibelvers „Ich werde nicht sterben, sondern leben und des Herrn Werk verkünden.“ (Ps 118,17 )

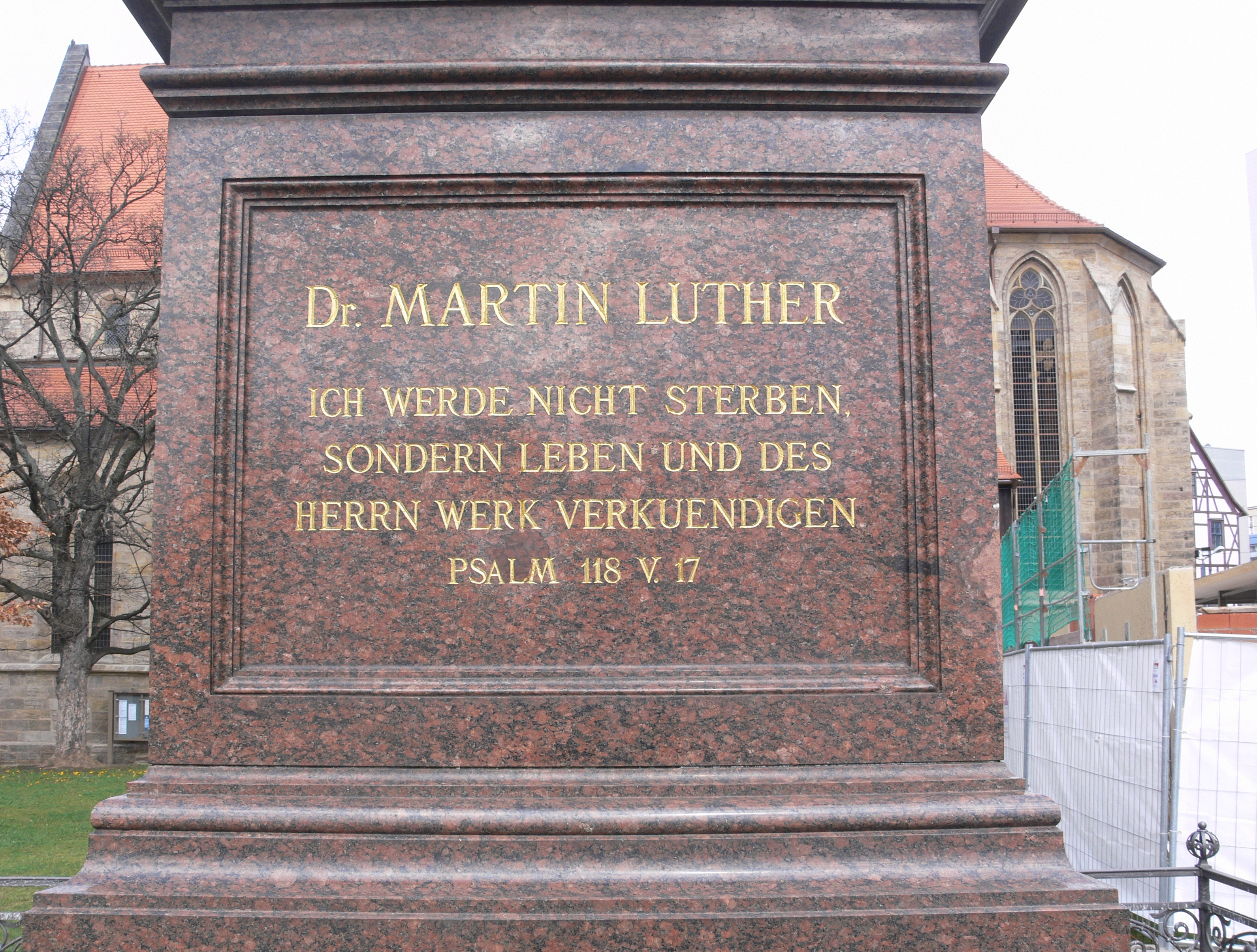
Ansicht des Sockels von Süden
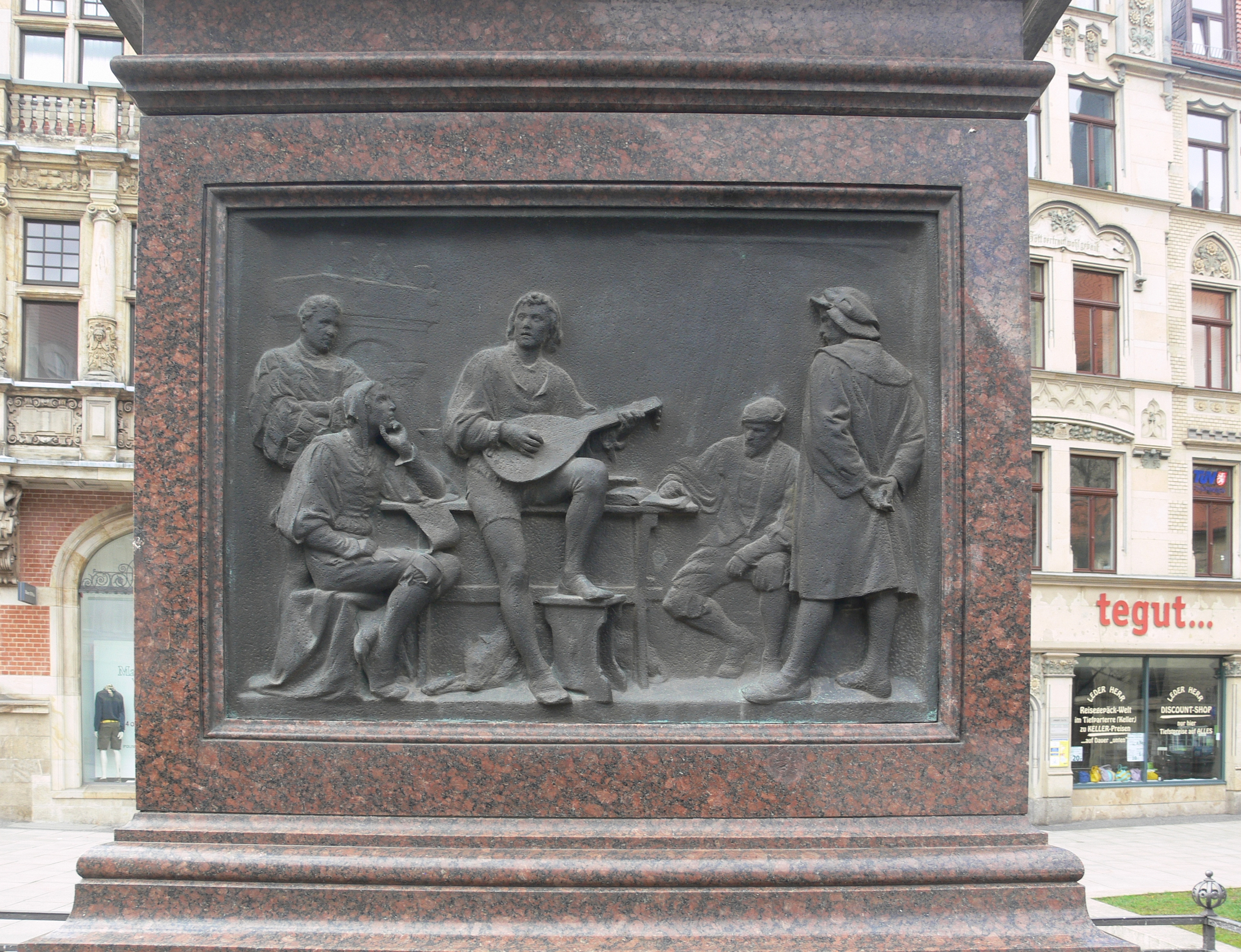
Relief: Luther als Student (Ostseite)
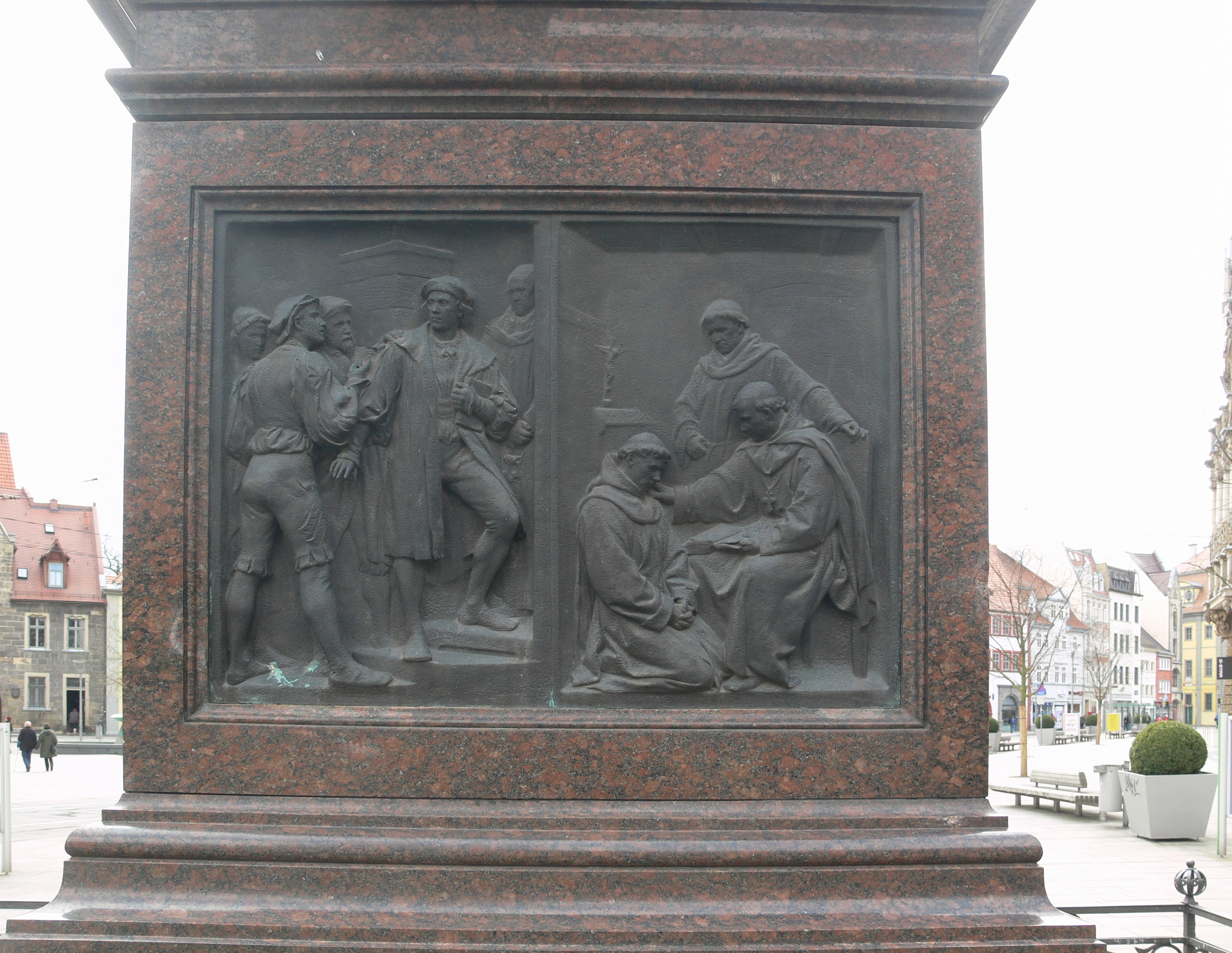
Relief: Luthers Eintritt ins Kloster (Nordseite)
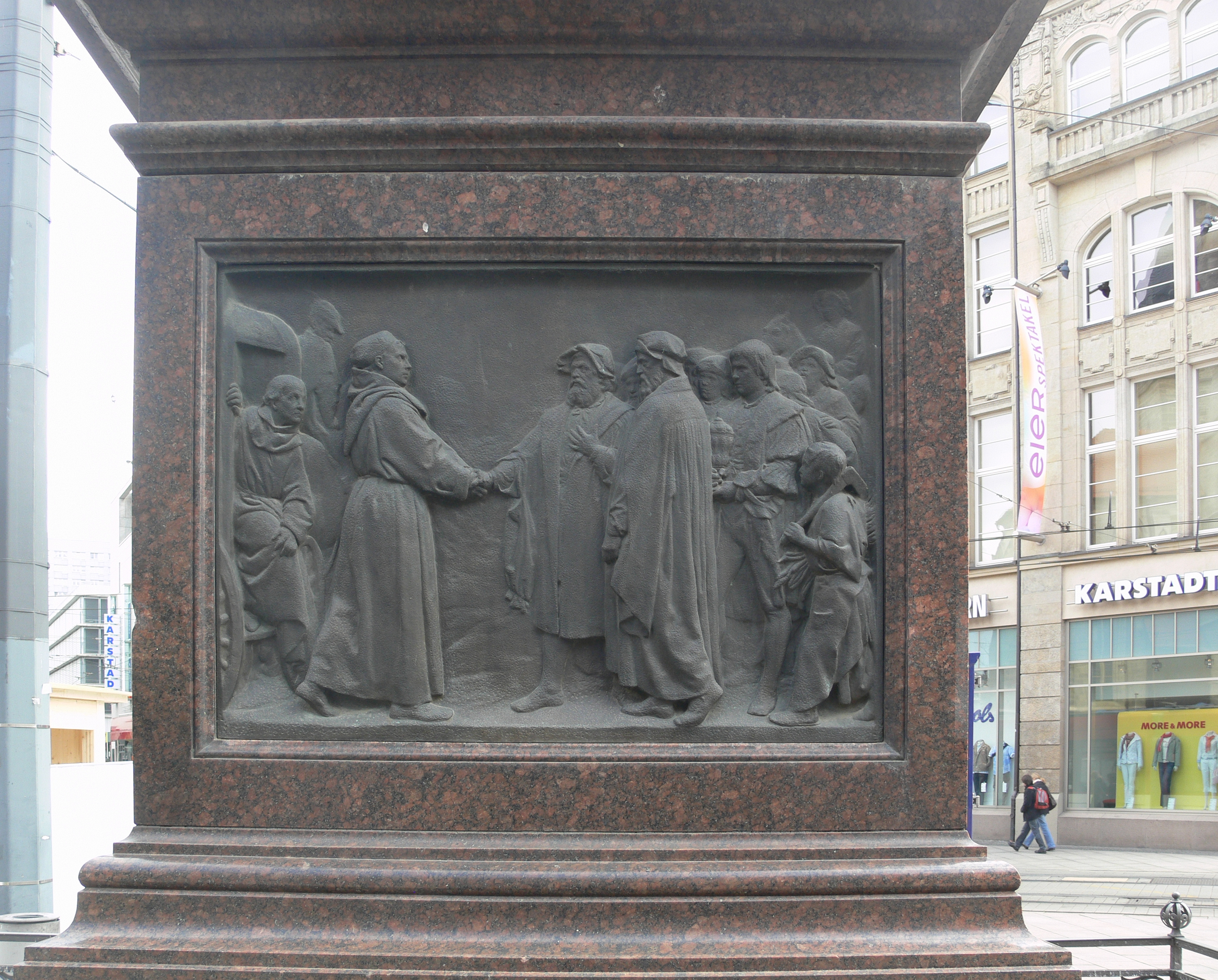
Relief: Empfang Luthers an der Universität 1522 (Westseite)